# Soppe-le-Bas
Soppe-le-Bas là một xã ở tỉnh Haut-Rhin trong vùng Grand Est ở đông bắc Pháp. Xã này có diện tích 5,68 kilômét vuông, dân số năm 1999 là 746 người. Khu vực này có độ cao 320 mét trên mực nước biển.